# Azghar
Azghar (Français : Azghar (CR), Azghar (Commune Rurale), Arabe : أزغار) est une commune du Maroc. Elle est située dans la province de Kénitra et la région du Gharb-Chrarda-Béni Hssen, dans la partie nord du pays, 90 km à l'est de la capitale Rabat. Le nombre d'habitants est 9 972.
Le climat méditerranéen règne dans la région. La température annuelle moyenne dans la région est 22 °C. Le mois le plus chaud est juillet, lorsque la température moyenne est 32 °C, et le plus froid est janvier, avec 12 °C. Les précipitations annuelles moyennes sont de 703 millimètres. Le mois le plus humide est novembre, avec une moyenne de 155 mm de précipitations, et le plus sec est août, avec 1 mm de précipitations.